# گرنیکا (فیلم ۱۹۵۰)
گرنیکا (انگلیسی: Guernica) یک فیلم به کارگردانی آلن رنه است که در سال ۱۹۵۰ منتشر شد.